# Aderus piceoundulatus
Aderus piceoundulatus é uma espécie de inseto besouro da família Aderidae. Foi descrita cientificamente por Maurice Pic em 1935.

## Distribuição geográfica
Habita no Brasil.